# سيساب (غرمخان)
سیساب (بالفارسية: سیساب) هي قرية تقع في إيران في قسم غرمخان الريفي. يقدر عدد سكانها بـ 552 نسمة بحسب إحصاء 2016.